# Лі Вон Хі
Лі Вон Хі (кор. 이원희; нар. 19 липня 1981) — південнокорейський дзюдоїст, олімпійський чемпіон 2004 року, чемпіон світу.

## Виступи на Олімпіадах
| Олімпіада  | Дисципліна | Місце |
| ---------- | ---------- | ----- |
| Афіни 2004 | до 73 кг   | 1     |